# Strzelectwo na Letniej Uniwersjadzie 2007 – karabin 50 metrów leżąc mężczyzn indywidualnie
Zawody strzeleckie w konkurencji „karabin 50 metrów leżąc mężczyzn indywidualnie” odbyły się 13 sierpnia na obiekcie Shooting Range w Bangkoku.
Złoto wywalczył Maksym Komirenko, srebro zdobył reprezentant Polski Adam Gładyszewski. Brązowy medal przypadł Chen Qiulong i Damianowi Kontnemu (równa liczba punktów).

## Finał
| Rk. | Kraj | Zawodnik               | Punkty |
| 1   | UKR  | Maksym Komirenko       | 696.1  |
| 2   | POL  | Adam Gładyszewski      | 695.1  |
| 3   | CHN  | Chen Qiulong           | 692.5  |
| 3   | GER  | Damian Kontny          | 692.5  |
| 5   | SUI  | Lars Farber            | 692.1  |
| 6   | MNG  | Batmunkh Myagmar       | 690.7  |
| 7   | GER  | Christian Stautmeister | 689.5  |
| 8   | SWE  | Christian Lejon        | 688.4  |